# Харди, Томас
То́мас Ха́рди (Томас Гарди, англ. Thomas Hardy; 2 июня 1840, Аппер-Бокхэмптон, графство Дорсет — 11 января 1928, Макс-Гейт близ Дорчестера) — крупнейший английский писатель и поэт поздневикторианской эпохи.
Основные темы его романов — всевластие враждебной человеку судьбы, господство нелепой случайности. Место действия — вымышленный Уэссекс на юго-западе Англии. Поэзию Харди отличает исключительное многообразие метрики и строфики.

## Биография

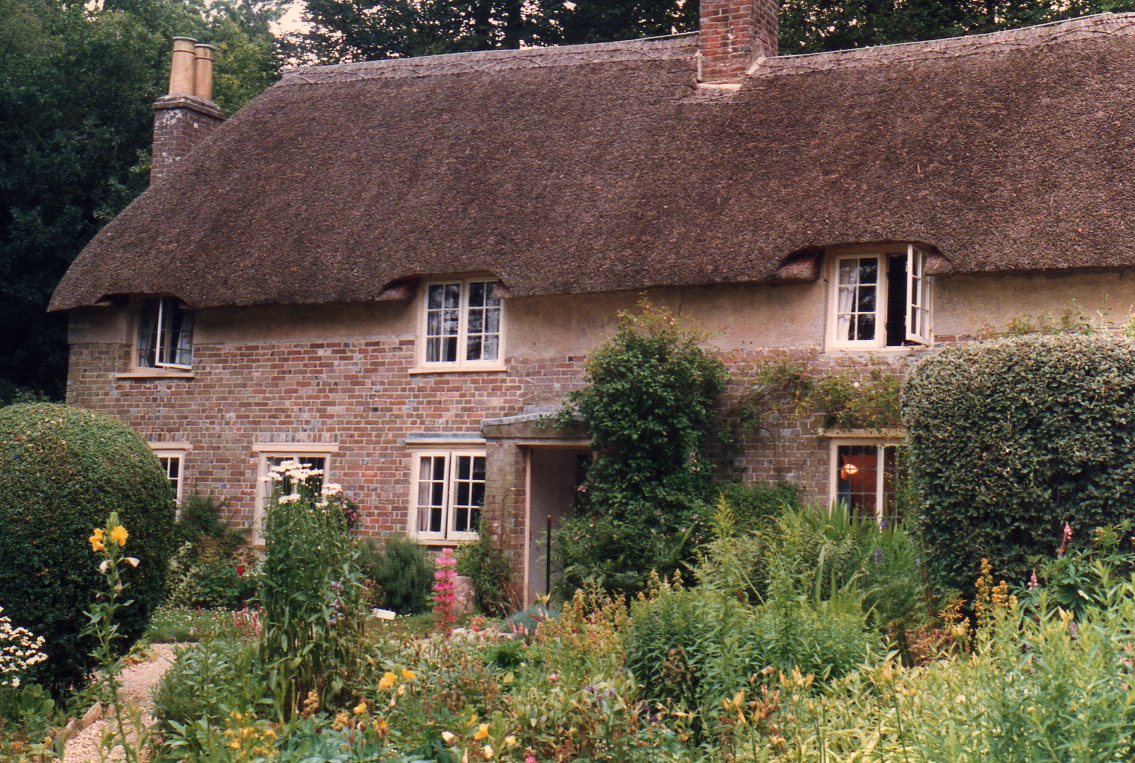
Родовой традиционный деревенский дом Томаса Харди в Верхнем Бокхемтоне графства Дорсет, в 3-х милях от Дорчестера, построенный его прадедом из коба и покрытый соломенной крышей. Идиллическое место, где были написаны романы «Под деревом зелёным…» (1872) и «Вдали от обезумевшей толпы» (1874), охраняется Национальным фондом Великобритании и пользуется большой популярностью у туристов.

Томас Харди родился в 1840 году в деревушке Верхний Бокхемптон, в одной миле от Дорчестера, графство Дорсет. Вся его деревня состояла из восьми домов, населённых рабочими, а её население составляло около пятидесяти человек. Отец и дед Харди были каменотёсами и строителями. Харди вместе с двумя сёстрами и братом воспитывались дома под руководством матери. Мать Томаса, умевшая читать, но не умевшая писать, решила, что сын достоин лучшего образования, чем то, которое получила она сама. В девятилетнем возрасте Томаса отправили учиться в церковно-приходскую школу в Дорчестере. Одноклассники сочли Томаса скромным и «некомпанейским». Обучение Томаса продолжалось и после школы — мать настаивала на том, чтобы он читал много хороших книжек.
В 1856 году Томас Харди в возрасте 16 лет окончил школу и поступил в обучение к архитектору Джону Хиксу (John Hicks) в Дорчестере. В это же время он приступил к преподаванию греческого языка при поддержке писавшего на дорчестерском диалекте поэта и филолога Уильяма Барнса, чей дом находился неподалёку от конторы Хикса.
В течение пяти лет он обучался в дорчестерской фирме перед тем, как переехал в Лондон в 1862 году. Там он продолжил изучение архитектуры в Королевском колледже и был принят на работу предприимчивым архитектором Артуром Бломфелдом, у которого обучился искусству восстановления церквей. В Лондоне Харди также учился живописи и самостоятельно изучал греческий и латынь — с пяти до восьми утра каждое утро. В 1867 году, когда Харди вернулся в Дорчестер для работы по проектированию и восстановлению церквей, он завершил свой первый роман, для которого так и не смог найти издателя, а в дальнейшем, по совету Джорджа Мередита, отказался от попыток его публикации и уничтожил рукопись. Второй роман Харди, «Отчаянные средства» (англ. Desperate Remedies), был опубликован в 1871 году анонимно. За год до этого он встретил в Корнуолле свою будущую первую жену Эмму, на которой женился в 1874 году.
Они прожили вместе в Дорсете и в Лондоне десять лет, в течение которых Харди стал профессиональным писателем. Первое признание пришло к нему благодаря пятому по счёту роману, «Вдали от обезумевшей толпы» (англ. Far from the Madding Crowd), впервые опубликованному с продолжением в лондонском журнале «Корнхилл», а позднее вышедшему отдельной книгой.
К 1885 году Харди заработал достаточно средств для того, чтобы окончательно перебраться в Дорчестер. Там он построил дом, Макс-Гейт, для себя и для Эммы (детей у них не было). Начиная с 1887 года он обратился к написанию коротких рассказов, сюжеты которых он черпал из жизни Дорсета. Теперь его имя стало хорошо известным в литературных кругах, а лондонские журналы хорошо платили за публикации его рассказов. Они были собраны и опубликованы в трех сборниках — «Уэссекские рассказы» (1888), «Группа Благородных Дам» (1891) и «Маленькие Иронии Жизни» (1894).

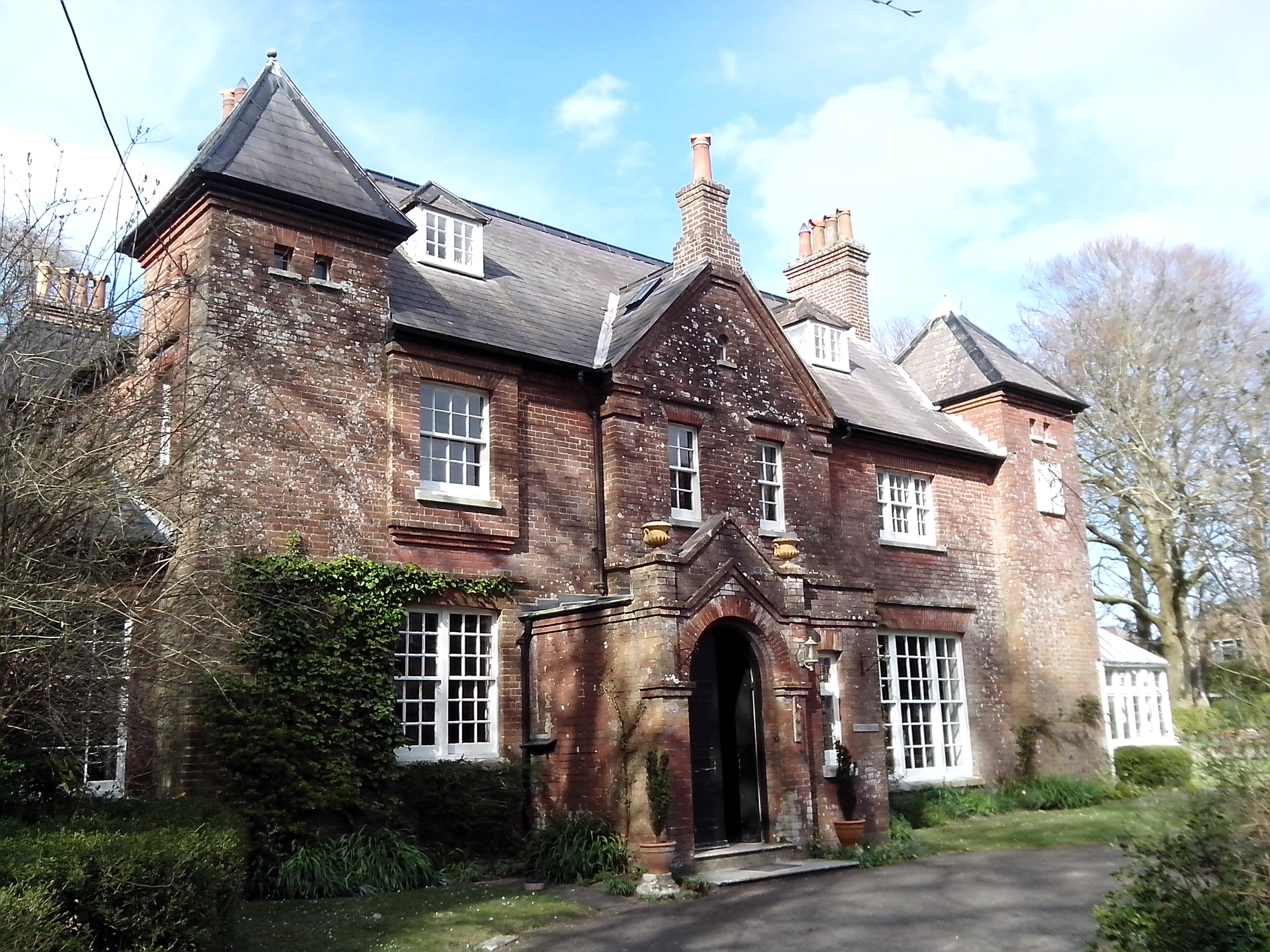
Дом Харди в Дорчестере, где он жил после 1885 г.

В 1912 году Эмма умерла от сердечного приступа. Харди, которому в то время было 72, уже несколько лет не писал романов, с тех самых пор, как «Тэсс из рода д’Эрбервиллей» и «Джуд Незаметный» шокировали многих викторианских читателей и настроили их против автора. Теперь он писал только стихи и поэмы на самые разнообразные темы — об эпизодах сельской жизни, великой войне, событиях прошлых лет.
Слава романов Харди продолжала расти и после того, как он отошёл от беллетристики. В начале XX века он воспринимался в Англии как крупнейший романист современности, подлинный наследник Диккенса. Многократно выдвигался на Нобелевскую премию по литературе. В 1910 г. Харди стал кавалером ордена Заслуг (1910).
В 1913 г. был опубликован четвёртый и последний сборник рассказов Харди, «Изменившийся человек», где он сохраняет верность своим дорсетским корням. Год спустя Харди вступил в новый брак, с писательницей Флоренс Дагдейл. Они прожили вместе в Макс-Гейте до самой смерти Харди в 1928 году, когда ему было 87 лет. Тело Томаса Харди было кремировано в Уокингском крематории, прах захоронен в Уголке поэтов в Вестминстерском аббатстве рядом с Чарльзом Диккенсом, а сердце — в могиле Эммы, неподалёку от места рождения писателя.

## Творчество
Харди приобрёл известность своими романами, хотя считал себя в первую очередь поэтом. После шквала несправедливой критики, обрушившейся в 1896 г. на роман «Джуд Незаметный», Харди пообещал больше не писать романов — и сдержал своё слово.
Герои романов Харди — обреченные личности, которые вынуждены вести трагическую борьбу с социальной средой и собственными страстями. Действие романов происходит в оскудевающей сельской местности, переживающей распад привычных социальных связей ввиду разорения мелких землевладельцев.
После отхода от романной формы Харди работал (в 1904-08 гг.) над колоссальной по размеру (131 сцена) драмой в стихах «Династы» из эпохи наполеоновских войн. Эта пьеса для чтения интересна как попытка возрождения эпопеи, но затейливая и громоздкая композиция обрекла эту попытку на неудачу.
Харди, один из самых плодовитых поэтов своего времени, писал стихи на протяжении всей жизни. Наиболее хрестоматийные его стихотворения («Дрозд в сумерках», стихи на гибель «Титаника»), написаны им на склоне жизни, после отхода от беллетристики. Репутация великого поэта начала XX века закрепилась за ним только в 1950-е гг., во многом благодаря усилиям Филипа Ларкина.

## Сочинения

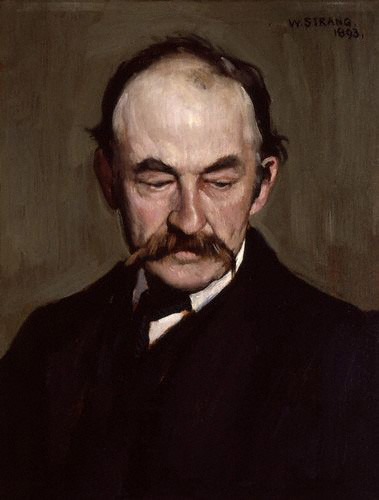
У. Стрэнг. Портрет Томаса Харди. 1893

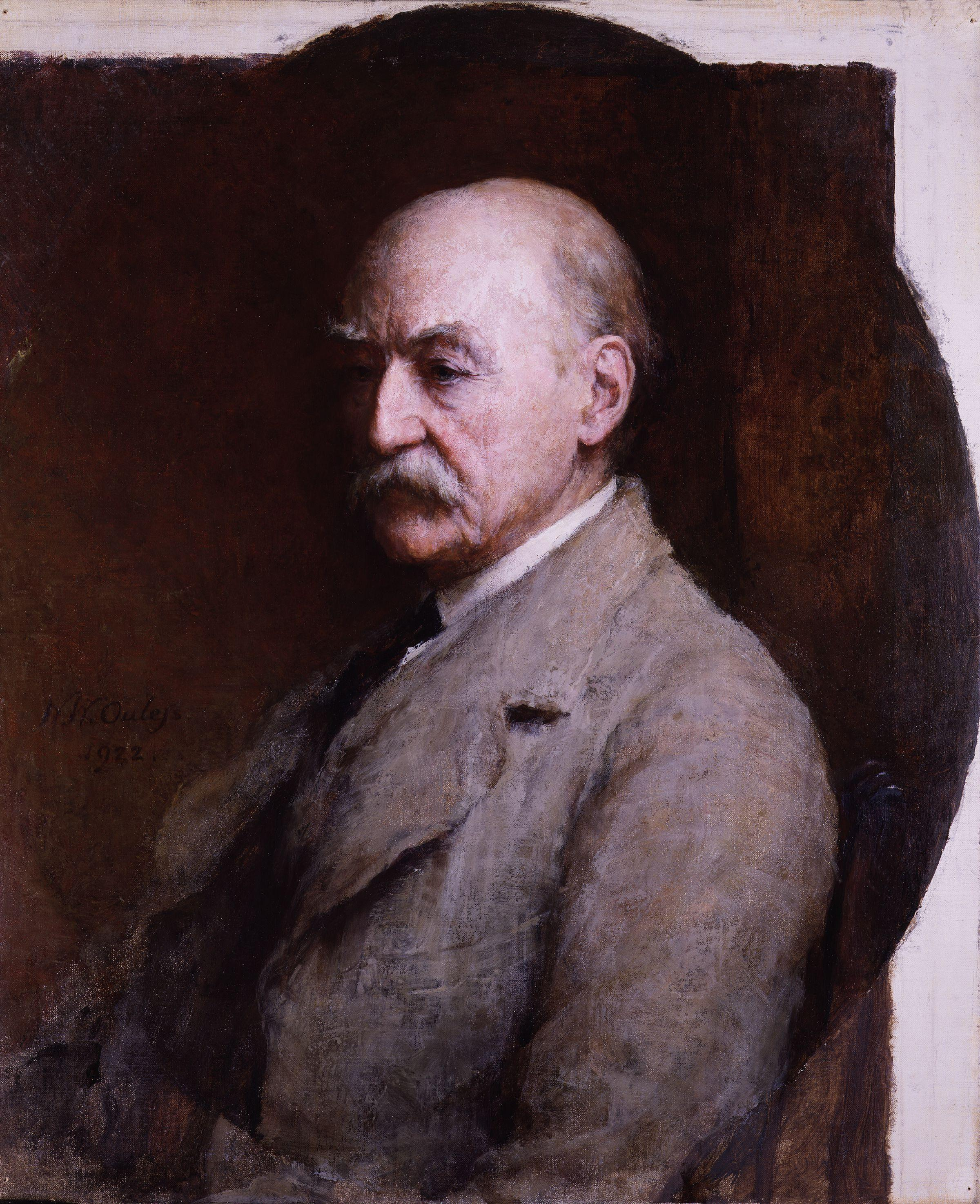
У. У. Оулесс. Томас Харди. 1922

- 1867 — Бедняк и леди / The Poor Man and the Lady, роман (уничтожен автором).
- 1871 — Отчаянные средства / Desperate Remedies, роман.
- 1872 — Под деревом зелёным / Under the Greenwood Tree (The Mellstock Quire), роман;
- 1873 — Голубые глаза / A Pair of Blue Eyes, Роман;
- 1874 — Вдали от обезумевшей толпы / Far from the Madding Crowd, Роман;
- 1876 — Рука Этельберты: комедия в главах / The Hand of Ethelberta, Роман;
- 1878 — Возвращение на родину / The Return of the Native
- 1880 — Старший трубач полка / The Trumpet-Major, Роман;
- 1882 — Равнодушная / A Laodicean, Роман;
- 1882 — Двое на башне / Two on a Tower, Роман;
- 1886 — Мэр Кэстербриджа / The Mayor of Casterbridge, роман;
- 1887 — В краю лесов / The Woodlanders, Роман;
- 1888 — Уэссекские повести / Wessex Tales, сборник рассказов;
- 1891 — Группа благородных дам / A Group of noble Dames, Рассказы;
- 1891 — Тэсс из рода д’Эрбервиллей / Tess of the d'Urbervilles, роман;
- 1891 — "Старинные характеры", новеллы;
- 1892 — Любимая / The Well Beloved, Роман;
- 1894 — Маленькие иронии жизни / Life's Little Ironies, Рассказы;
- 1896 — Джуд Незаметный / Jude the Obscure, Роман;
- 1898 — Уэссекские стихотворения / Wessex Poems, Стих.;
- 1902 — Стихотворения о прошлом и настоящем / Poems of the Past and Present, Стих.;
- 1909 — Шутки времени / Times Laighing-Stocks, Стих.;
- 1913 — Изменившийся человек / A Changed Man, Рассказы;
- 1914 — Satires and Circumstances, Стих.;
- 1915 — До и после марша / Before Marching and After, Поэма;
- 1916 — Избранные поэмы / Selected Poems;
- 1917 — Moments of Vision, Стих.;
- 1919 — Собрание поэм / Collected Poems;
- 1920 — Поздние стихи / Late Lyrics;
- 1922 — Late Lyrics and Earlier, Стих.;
- 1923 — Знаменитая трагедия королевы Корнуэлльской / Famous tragedy of Queen of Cornwall;
- 1925 — Human Shows, Far Phantasies.